# Oakwood, Montgomery County, Ohio
Oakwood är en ort i Montgomery County i delstaten Ohio, USA.